# Benjamin Karl
Benjamin Karl (St. Pölten, 16 de outubro de 1985) é um snowboarder austríaco. Conquistou a medalha de prata do slalom gigante paralelo nos Jogos Olímpicos de Inverno de 2010 em Vancouver. Obteve o ouro na mesma prova em Pequim 2022.